# Кривоножкін Максим Олександрович
Максим Олександрович Кривоножкін (рос. Максим Александрович Кривоножкин; 18 лютого 1984, м. Саратов, СРСР) — російський хокеїст, нападник. Виступає за «Сибір» (Новосибірськ) у Континентальній хокейній лізі. Майстер спорту. 
Вихованець хокейної школи «Лада» (Тольятті). Виступав за Виступав за «Лада-2» (Тольятті), «Трактор» (Челябінськ), «Лада» (Тольятті), ЦСК ВВС (Самара), «Амур» (Хабаровськ).